# Fusain
Der Fusain ist ein Fluss in Frankreich, der in den Regionen Centre-Val de Loire und Île-de-France verläuft. Er entspringt im Gemeindegebiet von Barville-en-Gâtinais, entwässert generell Richtung West durch die Landschaft Gâtinais und mündet nach rund 34 Kilometern unterhalb von Château-Landon als linker Nebenfluss in den Loing. Im Mündungsbereich unterquert er den Canal du Loing, der den Loing hier als Seitenkanal begleitet. Auf seinem Weg berührt der Fusain die Départements Loiret und Seine-et-Marne.

## Orte am Fluss
(Reihenfolge in Fließrichtung)
- Barville-en-Gâtinais
- Beaumont-du-Gâtinais
- Sceaux-du-Gâtinais
- Courtempierre
- Château-Landon